# Université d'État Gogol de Nijyne
L'université d'État Gogol de Nijyne (en ukrainien : Ні́жинський держа́вний університе́т і́мені Мико́ли Го́голя est la principale université de Nijyn, Oblast de Tchernihiv, Ukraine.

## Historique
Fondée en 1805 par Ilya Bezborodko sur un décret impérial sur la base d'un gymnasium, elle porte aujourd'hui le nom de Nicolas Gogol, écrivain né en Ukraine.

## Personnalités liées à l'université

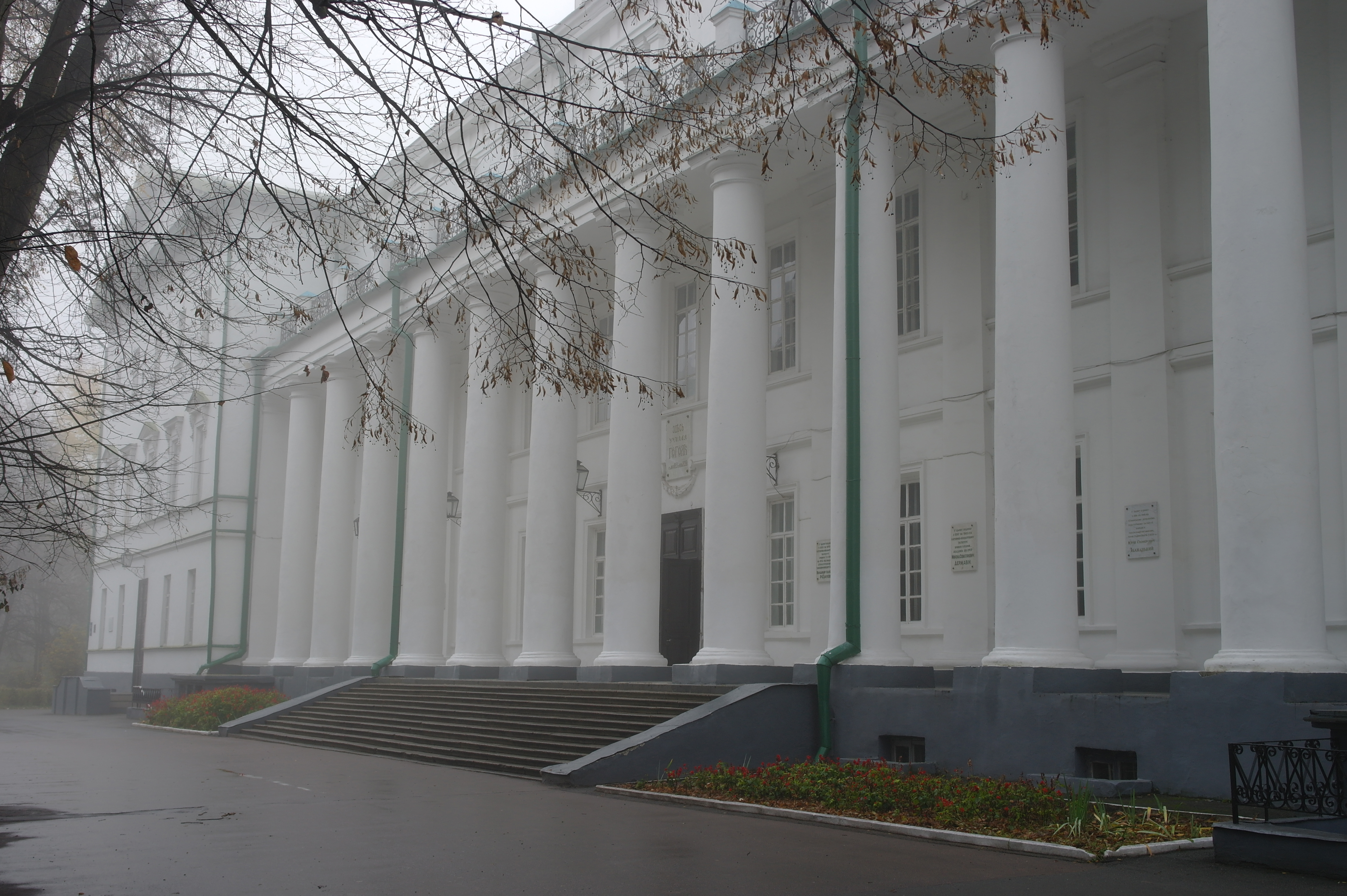
Le bâtiment, classé
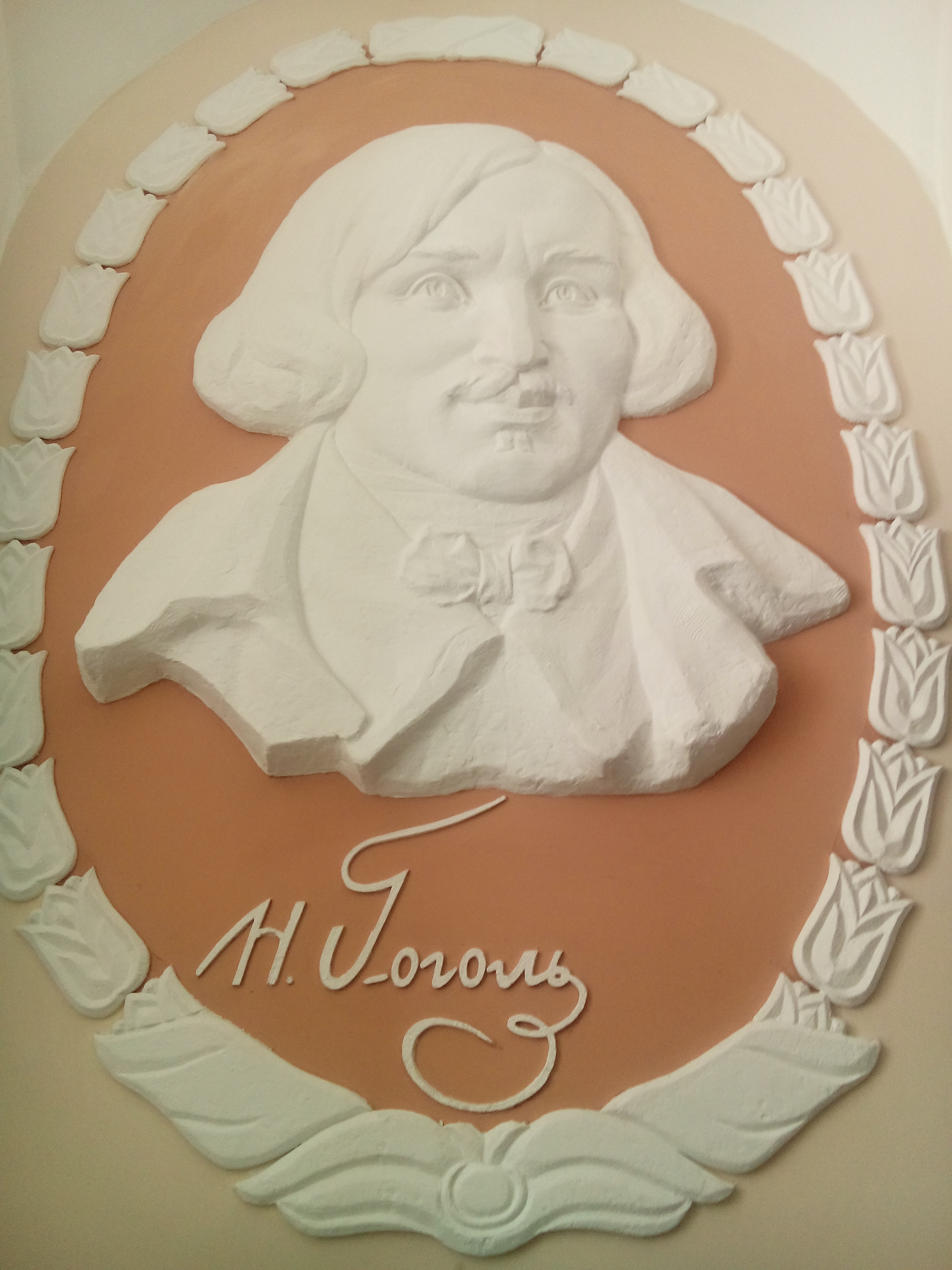
portrait de Gogol.
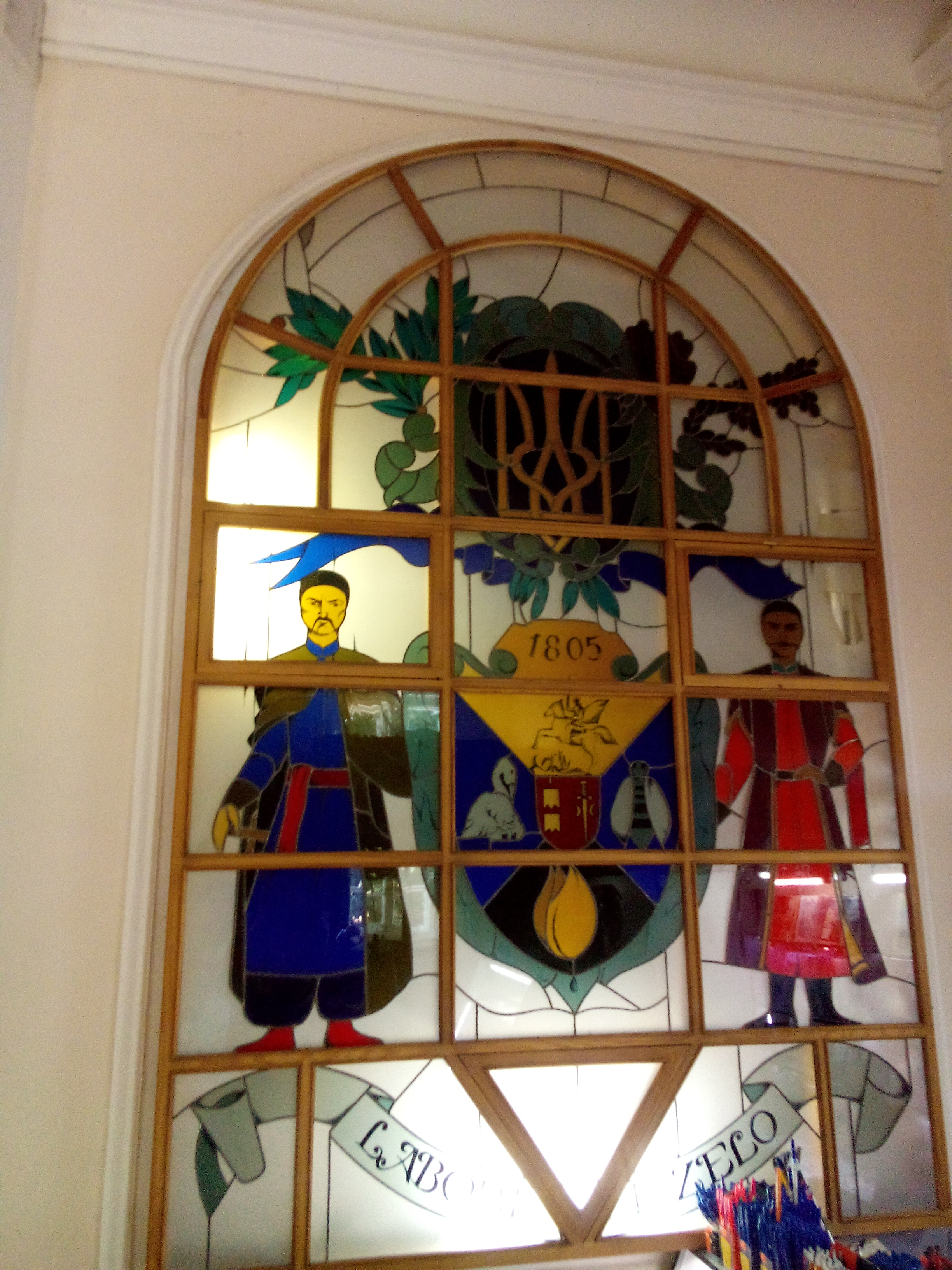
vitrail intérieur.